# لاتون (لیکیه)
لاتون (یونانی باستان: Λητῶον)، که بعضاً به عنوان لتوم شناخته می‌شد، یک مکان مقدس لتو در نزدیکی شهر باستان زانث در لیکیه بوده‌است. این مکان یکی از مهمترین مراکز مذهبی منطقه بود. این سایت در جنوب روستای کوملووا در منطقه فتحیه در استان موغلا، ترکیه واقع شده‌است. تقریباً در چهار کیلومتری جنوب زانتوس در امتداد رودخانه زانتوس قرار دارد.
به همراه زانث در سال ۱۹۸۸ به عنوان فهرست میراث جهانی یونسکو در ترکیه اضافه شد.

## تاریخ
یافته های باستان شناسی در این مکان ، که هرگز یک مکان کاملاً اشغال شده نبود ، اما در اصل یک مرکز مذهبی باقی مانده بود ، به اواخر قرن ششم پیش از میلاد برمی گردد. در زمان های اولیه ، این مکان احتمالاً قبلاً برای آیین الهه مادر مقدس بوده است.